# Ортис, Дилан
Дилан Андрес Ортис Арагон (исп. Dilan Andres Ortiz Aragon; род. 15 марта 2000, Падилья, Каука) — колумбийский футболист, нападающий клуба «Раднички» из города Крагуевац

## Карьера

### Клубная
Является воспитанником клуба «Атлетико Насьональ». В Колумбии также выступал на правах аренды за «Реал Картахена». Позже был отдан в аренду в клуб «Чукарички» из Сербии, где затем вплоть до конца 2021 года выступал за местные клубы.

#### «Уфа»
21 января 2022 года подписал арендное соглашение до лета в клубе РПЛ «Уфа». 21 мая 2022 года в поединке 30 тура Российской премьер-лиги забил первый гол за «Уфу» в матче против «Рубина» (1:2) с передачи Гамида Агаларова.
25 июня 2022 года перешёл в «Уфу» на постоянной основе, подписав долгосрочный контракт.

### Сборная
Выступал за молодёжную сборную Колумбии на чемпионате Южной Америки, где сыграл против сборных Чили (1:0), Бразилии (0:0) и Аргентины (0:1).